# Maba kamerunensis
 (février 2020).
Espèce
Synonymes
- Diospyros hoyleana subsp. hoyleana[2]
- Maba kamerunensis Gürke[2]

Maba kamerunensis est une espèce de plante à fleurs de la famille des Ebenaceae.

## Description
C'est un arbuste qui peut atteindre 15 mètres de haut et 30 cm de diamètre.

## Distribution
Quelques spécimens de cet arbuste ont été signalés en Guinée équatoriale ainsi qu’au Cameroun, au Gabon, en Angola, au Congo et en Rhodésie.

## Usages
Il est récolté pour un usage local en tant que médicament. Les feuilles sèches sont transformées  en poudre et sont reniflées par les narines pour traiter le mal de tête persistant. Les feuilles sont utilisées dans le traitement des plaies.

## Liste des sous-espèces
Selon Catalogue of Life (8 août 2017) :
- sous-espèce Diospyros hoyleana subsp. angustifolia
- sous-espèce Diospyros hoyleana subsp. hoyleana